# Platyrrhacus retentus
Platyrrhacus retentus är en mångfotingart som beskrevs av Chamberlin 1941. Platyrrhacus retentus ingår i släktet Platyrrhacus och familjen Platyrhacidae. Inga underarter finns listade i Catalogue of Life.